# Nowa Wieś (powiat wągrowiecki)
Nowa Wieś – wieś w Polsce, położona w województwie wielkopolskim, w powiecie wągrowieckim, w gminie Wągrowiec.
W latach 1975–1998 Nowa Wieś administracyjnie należała do województwa pilskiego.
Przed 2023 r. miejscowość była częścią wsi Rąbczyn.
Nowa Wieś położona na trasie Wągrowiec - Janowiec Wielkopolski, 4 kilometry od Wągrowca. W Nowej Wsi znajduje się leśniczówka, oraz siedziba RSP Łaziska, położona jest nad rzeką Wełną, w lasach znajdują się poniemieckie zniszczone budynki, oraz poniemiecki cmentarz. 